# Universidade Vale do Rio Doce
A Universidade Vale do Rio Doce, mais conhecida por Univale, é uma instituição de ensino superior de direito privado de Governador Valadares, Minas Gerais, Brasil. A instituição foi fundada em 25 de julho de 1967, originária do antigo Minas Instituto de Tecnologia (MIT). Foi reconhecida como universidade pela portaria 1037 do Ministério da Educação publicada em 9 de julho de 1992. Possui dois campi. O campus Armando Vieira, localizado na rua Juiz de Paz José Lemos, 695, bairro Vila Bretas, e o campus Antônio Rodrigues Coelho, localizado na rua Israel Pinheiro, 2000, bairro Universitário.   
Sua mantenedora é a Fundação Percival Farquhar, cujo presidente é, atualmente, Dr. Rômulo César Leite Coelho. A atual diretora executiva da fundação é Aniela Castelo Branco de Paula Barbalho.

## História
No final dos anos 1960, o Brasil estava em processo de expansão do ensino superior e foi nesse período que a primeira Instituição de Ensino Superior (IES) de Governador Valadares foi criada: o Minas Instituto de Tecnologia (MIT), que hoje é a Univale. O objetivo inicial foi criar um Centro Tecnológico na cidade, empenhado em desenvolver os aspectos de pesquisa e extensão, tendo como inspiração o caráter inovador do Instituto Tecnológico de Aeronáutica (ITA).
"O Plano Básico, com as diretrizes gerais para a criação do Centro Tecnológico, foi elaborado por Ernesto Luiz de Oliveira Júnior, a pedido de George Soares de Moraes, e apresentado no dia 27 de fevereiro de 1967 (CAMPOS,2007, p. 17). A ideia era construir o Centro por uma série de Minas Institutos, e o primeiro deles seria denominado MIT-Minas Instituto de Tecnologia, que iniciaria suas atividades com cursos de Engenharia."
Além do MIT, o projeto gerou outros frutos como a Faculdade de Filosofia, Ciências e Letras (FAFI) em 1971 e a Faculdade de Odontologia de Governador Valadares (FOG) em 1975. Com a aprovação do Conselho Federal de Educação em 1989, as três instituições se fundiram, compondo a Faculdades Integradas Vale do Rio Doce (Facivale). Foi em 1992 que o projeto se transformou na Universidade Vale do Rio Doce (Univale), contando com um centro de artes, biblioteca central, instituto de projetos, dentre outros setores importantes.

## Fundação Percival Farquhar (FPF)
A Fundação Percival Farquhar (FPF) foi criada em 1967 por um grupo de pessoas em Governador Valadares, com o objetivo de implantar uma instituição de ensino, pesquisa e extensão na cidade, na qual a fundação seria sua mantenedora. O líder era Antônio Rodrigues Coelho, ex-conselheiro do Conselho Regional de Farmácia, membro da Associação Mineira de Farmacêuticos e da União Farmacêutica de São Paulo. Até os dias atuais a FPF é uma entidade civil, de direito privado e sem fins lucrativos, e que implantou o Minas Instituto de Tecnologia (MIT) ainda em 1967.
A Fundação é mantida por meio de dois conselhos: o Conselho Curador e o Conselho Diretor. O Conselho Curador é responsável por eleger e dar posse aos outros membros, além de verificar o relatório financeiro da FPF, dentre outras funções. Já o Conselho Diretor tem a responsabilidade de fiscalizar as contas da Fundação, examinando o caixa e realizando outras atividades.

A reitora Lissandra Lopes Coelho Rocha participando de evento institucional na Univale.

Lissandra Lopes Coelho Rocha representando a Univale em encontro com o CIEE/MG.

## Reitoria
A Reitoria da Universidade Vale do Rio Doce (Univale) é o principal órgão de gestão institucional, responsável pela coordenação das atividades acadêmicas, administrativas, institucionais e disciplinares, em diálogo permanente com o Conselho Universitário.
O primeiro reitor da Univale foi Hermírio Gomes da Silva, empossado em 31 de julho de 1992, nomeado pelo Conselho de Curadores da Fundação Percival Farquhar, que conduziu a instalação da universidade como instituição de ensino superior.
A atual reitora é a professora Lissandra Lopes Coelho Rocha, que tomou posse em 2017 e está em seu terceiro mandato consecutivo. Graduada em Direito pela Faculdade de Direito do Vale do Rio Doce (1997), é mestre em Direito pela Universidade Gama Filho (2007) e doutora pelo Programa Interdisciplinar em Ciências Humanas da Universidade Federal de Santa Catarina.
Lissandra iniciou sua trajetória na Univale como docente do curso de Direito e foi coordenadora desse curso entre 2008 e 2013. Posteriormente, atuou como pró-reitora da universidade de 2013 a 2016, antes de assumir a reitoria. Sua gestão é marcada pela implementação de políticas de inclusão social, fomento à inovação acadêmica, fortalecimento da pesquisa científica e modernização dos processos administrativos. É reconhecida por sua liderança participativa, com constante diálogo com docentes e discentes, além do compromisso com o desenvolvimento social do Vale do Rio Doce.
Natural de Governador Valadares, Lissandra pertence a uma família tradicional da região. É casada e mãe de dois filhos, mantendo forte vínculo com a comunidade local, o que tem influenciado sua condução próxima e sensível às demandas da universidade e da região.

## Graduação
Com mais de 50 anos de tradição no ensino superior em Governador Valadares, a Univale é destaque na região do Leste de Minas Gerais. A Universidade busca estar próxima da comunidade e do seu público externo, trabalhando em prol de uma formação que seja pontual com as propostas do mercado. Além de garantir uma infraestrutura diferenciada, com diversos laboratórios e clínicas para os cursos da área da saúde, a Instituição busca parceiras, convênios com empresas parceiras e outras IES, públicas ou privadas. Isso garante que os alunos ampliem sua integração com diversos setores da sociedade, desenvolvendo atividades de ensino, pesquisa e extensão. 

### Presencial
Ao todo, a Univale oferece mais de 20 cursos de Graduação nas modalidades presencial e a Distância (EaD). As presenciais são:
- Agronomia;
- Administração;
- Arquitetura e Urbanismo;
- Biomedicina;
- Ciências Contábeis;
- Direito;
- Educação Física;
- Enfermagem;
- Engenharia Civil;
- Engenharia Civil e Ambiental;
- Engenharia Elétrica;
- Estética e Cosmética;
- Farmácia;
- Fisioterapia;
- Fonoaudiologia;
- Jornalismo;
- Medicina;
- Medicina Veterinária;
- Nutrição;
- Odontologia;
- Pedagogia;
- Psicologia;
- Publicidade e Propaganda.

### Educação a Distância (EaD)
A oferta a graduação EaD acontece em modelo híbrido. As aulas nos campi da Instituição acontecem uma vez por semana, senod que os alunos têm acesso a todas as estruturas oferecidas, como laboratórios, bibliotecas e áreas de convivência. Eles são:
- Administração EaD;
- Design Gráfico EaD;
- Engenharia Civil EaD;
- Sistemas de Informação EaD;
- Gestão de Recursos Humanos EaD;
- Pedagogia EaD;
- Gestão de Startup e Inovação EaD.

## Pós-Graduação
Na Univale há um notável incentivo à pesquisa, que marca seus alunos desde o período da graduação. Ela promove projetos importantes e reconhecidos tanto no cenário acadêmico nacional quanto internacional, fortalecendo parcerias com outras instituições e centros de pesquisa. Atenta às questões regionais, sua produção se destaca nos estudos sobre migração, imunologia, meio ambiente e outras áreas. 
Muitos estudantes da Universidade possuem bolsa de iniciação científica mantidas pela própria Unviale, além dos programas ofertados por órgãos estaduais e nacionais de fomento à pesquisa, como a Fundação de Amparo à Pesquisa do Estado de Minas Gerais (Fapemig) e a própria Coordenação de Aperfeiçoamento de Pessoal de Nível Superior (Capes).

### Pós Lato Sensu
Os cursos de Pós-graduação Lato Sensu da Univale são de diversas áreas como direito, odontologia e educação. Em maio de 2022 entrou em vigor um projeto com iniciativa da Secretaria de Estado de Educação de Minas Gerais (SEE/MG), com o objetivo de incentivar a formação continuada de professores e servidores públicos multifuncionais. As especializações são direcionadas para profissionais vinculados à rede pública de educação do estado, sendo ao todo 13 opções de curso ofertados.  

### Pós Stricto Sensu
O Mestrado em Gestão Integrada do Território (GIT) é uma proposta pioneira lançada em 2008. Vinculado à Área Interdisciplinar da Capes e fundamentado no campo das Ciências Sociais, Ciências Humanas, Direito, Educação, Psicologia, Ciências Biológicas e Ciências da Saúde, o GIT busca compreender fenômenos territoriais e suas manifestações. Dessa forma, este programa consegue contribuir no desenvolvimento de diversas ações integradas ao território com um caráter interdisciplinar.

## Serviços a comunidade
Comprometida com o tripé de ensino, pesquisa e extensão, a Univale possui as Clínicas Integradas: um espaço de atenção à saúde da comunidade de Governador Valadares e região. Os alunos de diversos cursos da Instituição realizam atendimentos, desenvolvem pesquisas práticas, estudos e inovações na área com a supervisão e auxílio de professores capacitados no âmbito acadêmico e clínico. 
Os atendimentos são prestados à comunidade de forma gratuita, contratualizados com o Sistema Único de Saúde (SUS) e integrando a Rede de Atenção. Em 2021 foram 34.541 procedimentos odontológicos realizados em mais de 15 mil pacientes. O Polo Integrado de Assistência Odontológica ao Paciente Especial (Paope) da Universidade efetuou mais de mil procedimentos, sendo o único da região a ofertar o atendimento especializado.
Além disso, as clínicas de Estética, Fisioterapia e Psicologia realizaram mais de 6 mil atendimentos que envolvem estética corporal e facial, sessões de fisioterapia, atendimento psicológico e procedimentos de psicologia. Já o Ambulatório Médico de Especialidades (AME), do curso de Medicina, atendeu mais de 4 mil pacientes encaminhados pelo SUS em diversas especialidades. O Ambulatório de Lesões Dermatológicas, referência no cuidado de pessoas com doenças crônicas como diabetes, efetuou mais de mil atendimentos também no mesmo ano.
Além dos atendimentos na área da saúde, a Univale também oferece apoio à comunidade em questões jurídicas, com o Escritório de Assistência Jurídica (EAJ) e o Centro Judiciário de Solução de Conflitos e Cidadania (Cejusc), e na área da contabilidade, com o Núcleo de Apoio Contábil e Fiscal (NAF). Na promoção da saúde, educação e sociabilidade, a instituição conta com a Escola de Esportes, que recebe crianças e adolescentes de baixa renda para treinamentos em diferentes modalidades esportivas. 